# Sérgio Pacheco de Oliveira
Sérgio Pacheco de Oliveira, meglio noto come Sérgio Oliveira (Rio de Janeiro, 7 giugno 1981), è un ex calciatore brasiliano, di ruolo centrocampista.

## Carriera

### Club
Ha giocato nella massima serie dei campionati olandese, ucraino, turco e maltese.